# Coesione Nazionale
Coesione Nazionale (CN) è stato un gruppo parlamentare italiano di centrodestra, presente in Senato dal marzo 2011 al marzo 2013, nel corso della XVI legislatura.
Era composto da membri di Grande Sud, dei Popolari di Italia Domani, e da altri indipendenti a sostegno del Governo Berlusconi IV.
Controparte di Coesione Nazionale, alla Camera, fu il gruppo Popolo e Territorio.

## Storia
Il gruppo nasce per garantire anche presso il Senato della Repubblica una terza forza parlamentare a sostegno organico della maggioranza di governo oltre ai due raggruppamenti politici del Popolo della Libertà e della Lega Nord.
Costituitosi ufficialmente il 1º marzo 2011, promotori del gruppo sono tre senatori fuoriusciti da Futuro e Libertà per l'Italia: Giuseppe Menardi, Maurizio Saia e Pasquale Viespoli. A questi si affiancano le senatrici Adriana Poli Bortone, ex AN ed eletta nel PdL, che ritorna così nella maggioranza di governo dopo esserne uscita nel 2009 in polemica con l'approvazione della legge delega sul federalismo fiscale e aver fondato un suo partito Io Sud, e Maria Giuseppa Castiglione, subentrata nel 2010 a Salvatore Cuffaro, facente parte del partito dei Popolari di Italia Domani. Aderisce inoltre il senatore Riccardo Villari, eletto nelle liste del Partito Democratico, poi passato a sostenere la maggioranza di governo da dicembre 2008 dopo essere stato espulso dal PD a causa della sua rinuncia a dimettersi da presidente della Commissione di vigilanza Rai.
Onde permettere la costituzione del gruppo grazie al raggiungimento del numero minimo richiesto di dieci membri, alla nuova formazione parlamentare vengono prestati quattro senatori provenienti dalle file dal Popolo della Libertà: Franco Cardiello, Valerio Carrara, Elio Massimo Palmizio e Salvatore Piscitelli.
Il 2 marzo 2011 è eletto in qualità di capogruppo il senatore Pasquale Viespoli, mentre Riccardo Villari è il suo vice.
Il 5 maggio 2011 Riccardo Villari è nominato nuovo Sottosegretario ai Beni Culturali nel Governo Berlusconi IV determinando una partecipazione attiva del raggruppamento politico nell'esecutivo.
Il 22 luglio 2011 aderiscono a Coesione Nazionale i tre senatori del partito di Gianfranco Micciché Forza del Sud, fuoriusciti dal PdL: Mario Ferrara, Roberto Centaro e Salvo Fleres. Lo stesso giorno tornano nel Gruppo del PdL Franco Cardiello e Elio Massimo Palmizio, due senatori in prestito al gruppo per raggiungere il numero di formazione.
L'8 novembre 2011 aderisce al gruppo Alberto Filippi, ex senatore della Lega Nord dopo l'espulsione dal gruppo e dal partito decisa dalla Segreteria Federale della Lega, proveniente dal Gruppo misto.
Il 17 novembre 2011, dopo le dimissioni di Berlusconi e la designazione di Monti, il gruppo vota la fiducia al Governo Monti.

## Capigruppo
- Pasquale Viespoli (2 marzo 2011 - 14 marzo 2013)